# Adoxomyia palestinensis
Adoxomyia palestinensis är en tvåvingeart som först beskrevs av Lindner 1937.  Adoxomyia palestinensis ingår i släktet Adoxomyia och familjen vapenflugor.
Artens utbredningsområde är Israel. Inga underarter finns listade i Catalogue of Life.